# Veronica sect. Hebe
Pour les articles homonymes, voir Hébé (homonymie).
Section
Classification APG III (2009)
Veronica sect. Hebe (les hébés, ou véroniques arbustives) est une section de plantes à fleurs du genre Veronica et de la famille des Scrophulariaceae, ou des Plantaginaceae selon la classification phylogénétique. Il comprend environ cent espèces. Ce sont vivaces, des arbustes appréciés pour leur feuillage ornemental.

## Historique
Ces plantes sont originaires d'Australie et de Nouvelle-Zélande. Leur genre a été décrit pour la première fois par les Français Philibert Commerson et Antoine-Laurent de Jussieu à la fin du XVIIIe siècle. C'est au XIXe siècle que les premières graines furent importées en Grande-Bretagne. Issac Anderson-Henry popularisa ce genre et encouragea sa culture. Il y avait à ce moment-là une quarantaine d'espèces qui furent progressivement hybridées. Créée en 1845, la première hybride fut appelée Hebe 'Rosea'.

## Culture
Les Hebe apprécient les situations ensoleillées et un sol un peu humide. Leur taille s'effectue après leur floraison.

## Liste d'espèces
Selon BioLib (3 mars 2019) :
- Veronica albicans Petri
- Veronica armstrongii J.B.Armstr.
- Veronica baylyi Garn.-Jones
- Veronica buchananii Hook.f.
- Veronica densifolia (F.Muell.) F.Muell.
- Veronica elliptica G. Forst.
- Veronica formosa R.Br.
- Veronica gibbsii Kirk
- Veronica glaucophylla Cockayne
- Veronica hulkeana F.Muell.
- Veronica macrantha Hook.f.
- Veronica ochracea (Ashwin) Garn.-Jones
- Veronica odora Hook.f.
- Veronica pareora (Garn.-Jones & Molloy) Garn.-Jones .
- Veronica parviflora Vahl
- Veronica pubescens Benth.
- Veronica rakaiensis J.B.Armstr.
- Veronica raoulii Hook. f.
- Veronica speciosa R. Cunningham ex A. Cunningham
- Veronica topiaria (L.B.Moore) Garn.-Jones
- Veronica venustula Colenso
- Veronica ×andersonii Lindl. & Paxton
- Veronica ×balfouriana Hook. f.
- Veronica ×bidwillii Hook.

Selon ITIS (3 mars 2019) :
- Hebe ×franciscana (Eastw.) Souster
- Hebe speciosa (R. Cunn. ex A. Cunn.) Andersen
- Hebe venustula (Colenso) Cockayne

Selon NCBI (3 mars 2019) :
- Veronica adamsii Cheeseman
- Veronica albicans Hebe albicans (Petrie) Cockayne
- Veronica albiflora Parahebe albiflora (Pennell) van Royen & Ehrend.
- Veronica amplexicaulis J.B.Armstr.
- Veronica annulata Hebe annulata (Petrie) Andersen
- Veronica armstrongii Hebe armstrongii (J.B.Armstr.) Cockayne & Allan
- Veronica barkerii Hebe barkerii (Cockayne) Cockayne
- Veronica baylyi Garn.-Jones
- Veronica benthamii Hebe benthamii (Hook.f.) Cockayne & Allan
- Veronica bollonsii Hebe bollonsii (Cockayne) Cockayne & Allan
- Veronica brachysiphon (Summerh.) Bean
- Veronica breviracemosa Hebe breviracemosa (W.R.B.Oliv.) Andersen
- Veronica buchananii Hook.f.
- Veronica catarractae Parahebe catarractae (G.Forst.) W.R.B.Oliv.
- Veronica chathamica Hebe chathamica (Buchanan) Cockayne & Allan
- Veronica chathamica × Veronica dieffenbachii
- Veronica cheesemanii Parahebe cheesemanii (Benth.) W.R.B.Oliv.
- Veronica chionohebe Chionohebe glabra (Cheeseman) Heads
- Veronica chionohebe × Veronica trifida
- Veronica ciliolata Chionohebe ciliolata (Hook.f.) B.G.Briggs & Ehrend.
- Veronica cockayneana Hebe cockayneana (Cheeseman) Cockayne & Allan
- Veronica colostylis Parahebe brevistylis (Garn.-Jones) Heads
- Veronica corriganii Hebe corriganii Carse
- Veronica cupressoides Hebe cupressoides (Hook.f.) Cockayne & Allan
- Veronica decora Parahebe decora Ashwin
- Veronica densifolia Chionohebe densifolia (F.Muell.) B.G.Briggs & Ehrend.
- Veronica dieffenbachii Hebe dieffenbachii (Benth.) Cockayne & Allan
- Veronica diosmifolia A.Cunn., 1836, non Knowles & Westc., 1840
- Veronica elliptica Hebe elliptica (G.Forst.) Pennell
- Veronica epacridea Hebe epacridea (Hook.f.) Andersen
- Veronica evenosa Petrie
- Veronica flavida Hebe flavida Bayly, Kellow & de Lange
- Veronica hectorii Hebe hectorii (Hook.f.) Cockayne & Allan
- Veronica hookeri Hebe ciliolata (Hook.f.) Cockayne & Allan
- Veronica hookeriana Parahebe hookeriana (Walp.) W.R.B.Oliv.
- Veronica hulkeana Heliohebe hulkeana (F.Muell.) Garn.-Jones
- Veronica hybrid cultivar
- Veronica kellowiae Hebe ramosissima G.Simpson & J.S.Thomson
- Veronica lanceolata Parahebe lanceolata (Benth.) Garn.-Jones
- Veronica lavaudiana Heliohebe lavaudiana (Raoul) Garn.-Jones
- Veronica leiophylla Cheeseman
- Veronica ligustrifolia A.Cunn.
- Veronica lilliputiana Parahebe canescens (A.Wall) W.R.B.Oliv.
- Veronica linifolia Parahebe linifolia (Hook.f.) W.R.B.Oliv.
- Veronica lyallii Parahebe lyallii (Hook.f.) W.R.B.Oliv.
- Veronica lycopodioides Hebe lycopodioides (Hook.f.) Andersen
- Veronica macrantha Hebe macrantha (Hook.f.) Cockayne & Allan
- Veronica macrocarpa Hebe macrocarpa (Vahl) Cockayne & Allan
- Veronica melanocaulon Parahebe catarractae subsp. martinii Garn.-Jones
- Veronica micrantha Hoffmanns. & Link
- Veronica ochracea Hebe ochracea Ashwin
- Veronica odora Hebe odora (Hook.f.) Cockayne
- Veronica parviflora Hebe parviflora var. arborea (Buchanan) L.B.Moore
- Veronica pauciramosa Hebe pauciramosa (Cockayne & Allan) L.B.Moore
- Veronica pentasepala Hebe raoulii var. pentasepala L.B.Moore
- Veronica petriei Hebe petriei (Buchanan) Cockayne & Allan
- Veronica pimeleoides Hebe pimeleoides (Hook.f.) Cockayne & Allan
- Veronica pinguifolia Hebe pinguifolia (Hook.f.) Cockayne & Allan
- Veronica planopetiolata Parahebe planopetiolata (G.Simpson & J.S.Thomson) W.R.B.Oliv.
- Veronica poppelwellii Hebe imbricata Cockayne & Allan
- Veronica propinqua Hebe propinqua (Cheeseman) Cockayne & Allan
- Veronica pulvinaris Chionohebe pulvinaris (Hook.f.) B.G.Briggs & Ehrend.
- Veronica pulvinaris × Veronica hookeri
- Veronica punicea Garn.-Jones
- Veronica quadrifaria Hebe cheesemanii (Buchanan) Cockayne & Allan
- Veronica raoulii Heliohebe raoulii (Hook.f.) Garn.-Jones
- Veronica rapensis Hebe rapensis (F.Br.) Garn.-Jones
- Veronica salicifolia Hebe salicifolia (G.Forst.) Pennell
- Veronica salicornioides Hebe salicornioides (Hook.f.) Cockayne & Allan
- Veronica scrupea Heliohebe acuta Garn.-Jones
- Veronica senex Parahebe senex Garn.-Jones
- Veronica spathulata Parahebe spathulata (Benth.) W.R.B.Oliv.
- Veronica speciosa Hebe speciosa (A.Cunn.) Andersen
- Veronica spectabilis Parahebe spectabilis Garn.-Jones
- Veronica stenophylla Hebe stenophylla (Steud.) Bayly & Garn.-Jones
- Veronica stricta Hebe stricta (Banks & Sol. ex Benth.) L.B.Moore
- Veronica strictissima Hebe strictissima (Kirk) L.B.Moore
- Veronica subalpina Hebe subalpina (Cockayne) Cockayne
- Veronica tairawhiti Hebe tairawhiti B.D.Clarkson & Garn.-Jones
- Veronica tetragona Hebe tetragona (Hook.) Andersen
- Veronica tetrasticha Hebe tetrasticha (Hook.f.) Cockayne & Allan
- Veronica thomsonii Chionohebe myosotoides (Ashwin) B.G.Briggs & Ehrend.
- Veronica topiaria Hebe topiaria L.B.Moore
- Veronica townsonii Hebe townsonii (Cheeseman) Cockayne & Allan
- Veronica treadwellii Hebe treadwellii Cockayne & Allan
- Veronica trifida Parahebe trifida W.R.B.Oliv.
- Veronica vandewateri Parahebe vandewateri (Wernham) van Royen
- Veronica vendettadeae Albach
- Veronica vernicosa Hebe vernicosa (Hook.f.) Cockayne & Allan

Selon The Plant List (3 mars 2019) :
- Hebe andersonii (Lindl. & J. Paxton) Cockayne
- Hebe benthamii (Hook.f.) Cockayne & Allan
- Hebe corriganii Carse
- Hebe epacridea (Hook.f.) Andersen
- Hebe franciscana (Eastw.) Souster
- Hebe haastii (Hook.f.) Cockayne & Allan
- Hebe macrocalyx (J.B.Armstr.) G.Simpson
- Hebe macrocarpa (Vahl) Cockayne & Allan
- Hebe masoniae (L.B. Moore) Garn.-Jones
- Hebe murrellii G.Simpson & J.S.Thomson
- Hebe petriei (Buchanan) Cockayne & Allan
- Hebe ramosissima G.Simpson & J.S.Thomson
- Hebe stenophylla (Steud.) Bayly & Garn.-Jones

Selon Tropicos (3 mars 2019) (Attention liste brute contenant possiblement des synonymes) :
- Hebe acutiflora
- Hebe adamsii
- Hebe albicans
- Hebe albiflora Pennell
- Hebe amplexicaulis Cockayne & Allan
- Hebe andersonii (Lindl. & Paxton) Cockayne
- Hebe arganthera
- Hebe armstrongii
- Hebe barkeri Cockayne
- Hebe benthamii Cockayne & Allan
- Hebe bishopiana Hatch
- Hebe bollonsii
- Hebe brachysiphon Summerhayes
- Hebe brevifolia
- Hebe breviracemosa
- Hebe ciliata Pennell
- Hebe corriganii Carse
- Hebe crawii
- Hebe crenulata Bayly, Kellow & de Lange
- Hebe cryptomorpha Bayly, Kellow, G.E.Harper & Garn.-Jones
- Hebe dasyphylla Cockayne & Allan
- Hebe dieffenbachii
- Hebe dilatata
- Hebe diosmifolia Cockayne & Allen
- Hebe divaricata Cockayne & Allan
- Hebe elliptica (G. Forst.) Pennell
- Hebe epacridea Andersen
- Hebe franciscana (Eastw.) Souster
- Hebe glaucophylla
- Hebe haastii Ckn. & Allan
- Hebe imbricata Cockayne & Allan
- Hebe lavaudiana (Raoul) Cockayne & Allan
- Hebe ligustrifolia
- Hebe lycopodioides Ckn. & Allen
- Hebe macrocalyx G. Simpson
- Hebe macrocarpa (Vahl) Cockayne & Allan
- Hebe magellanica J.F. Gmel.
- Hebe masoniae (L.B. Moore) Garn.-Jones
- Hebe mooreae Garn.-Jones
- Hebe murrellii G. Simpson & J.S. Thomson
- Hebe obtusata Cockayne & Allan
- Hebe ochracea Ashwin
- Hebe odora (Hook. f.) Cockayne
- Hebe paludosa
- Hebe parviflora Cockayne & Allan
- Hebe pauciramosa L.B. Moore
- Hebe perbella de Lange
- Hebe petriei Cockayne & Allan
- Hebe pimeleoides Cockayne & Allan
- Hebe pinguafolia Cockayne & Allan
- Hebe pinguifolia Cockayne & Allan
- Hebe polyphylla Pennell
- Hebe pubescens
- Hebe ramosissima G. Simpson & J.S. Thomson
- Hebe raoulii (Hook. f.) Cockayne & Allan
- Hebe rigida Pennell
- Hebe rigidula
- Hebe salicifolia (G. Forst.) Pennell
- Hebe saxicola de Lange
- Hebe societatis Bayly & Kellow
- Hebe speciosa (R. Cunn. ex A. Cunn.) Andersen
- Hebe stenophylla (Steud.) Bayly & Garn.-Jones
- Hebe stricta
- Hebe subalpina Ckn. & Allen
- Hebe tenuis Pennell
- Hebe tetrasticha Ckn. & Allen
- Hebe treadwellii
- Hebe ×andersonii (Lindl. & Paxton) Cockayne
- Hebe ×uniflora (Kirk) Cockayne & Allan